# ГАЗ-3934 «Сиам»
ГАЗ-3934 «Сиам» — инкассаторский автомобиль. Выпускался на Арзамасском заводе. Ранее на нем производились бронетранспортеры, и разработка стала результатом конверсии. Было создано несколько десятков таких машин. Автомобиль был разработан в 1994 году. Использовался не только по прямому назначению, но и для охоты.